# Barbara Szurig-Werner
Barbara Szurig-Werner, pseud. Basia, Basia Amorkowa (ur. 10 kwietnia 1924 w Warszawie, zm. 23 marca 2022 tamże) – polska lekarka kardiochirurg, zastępczyni kierownika II Kliniki Kardiochirurgii Instytutu Kardiologii w Warszawie, kapitan Wojska Polskiego, żołnierz Batalionu „Zośka”, uczestniczka powstania warszawskiego.

## Życiorys
Ukończyła Żeńskie Gimnazjum Państwowe im. Juliusza Słowackiego w Warszawie. W czasie okupacji znalazła się w środowisku Batalionu „Zośka” dzięki swojemu ojcu Wacławowi Szurigowi, członkowi Komitetu Centralnego Związku Młodzieży Polskiej „Zet”. Na „Zecie” wzorował się również Związek Młodzieży Polskiej „Przyszłość” „Pet”, którego odtworzycielem nawiązującym do „Petu” sprzed I wojny światowej i lat 20. XX wieku (którego animatorem był wtedy Tomasz Piskorski), a od wiosny 1940 roku kierownikiem i ideologiem był Stanisław Leopold „Rafał”, dowódca 1 kompanii batalionu „Parasol”, cioteczny brat Andrzeja Romockiego „Morro”. Zebrania „Petu” odbywały się w m.in. w warszawskim mieszkaniu Szurigów przy ul. Zawrat 3. 
W okresie konspiracji, od września 1942 roku była instruktorką sanitarną „Petu”, następnie służyła jako łączniczka w Grupach Szturmowych Szarych Szeregów w Warszawskim Okręgu Armii Krajowej.
Od 1943 roku pełniła funkcję łączniczki Kedywu Komendy Głównej Armii Krajowej w 2 Kompanii „Rudy” Batalionu „Zośka” dowodzonej początkowo przez Władysława Cieplaka ps. Giewont, a następnie od grudnia 1943 roku przez Andrzeja Romockiego „Morro". Pod dowództwem „Giewonta” brała udział w pierwszej akcji Batalionu o kryptonimie „Wilanów” w nocy z 26/27 września 1943 roku. W czasie akcji została zatrzymana z bronią przez patrol niemiecki. Przed przesłuchaniem i aresztowaniem uratowała się ucieczką, skacząc do fosy znajdującej się na dziedzińcu Pałacu w Wilanowie, kiedy rozpoczęła się wymiana ognia z Niemcami. Od 1943 roku służyła również jako sekcyjna w żeńskiej drużynie łączniczek „Oleńka”.
W czasie powstania warszawskiego w stopniu strzelca brała udział w walkach z Niemcami na Starym Mieście i na Woli w szeregach Brygady Dywersji „Broda 53” Zgrupowania AK „Radosław”. Od pierwszych dni powstania warszawskiego towarzyszyła Andrzejowi „Morro” jako jego łączniczka. Była dwukrotnie ranna, w tym 19 sierpnia 1944 roku na Starym Mieście, gdy idąc z Andrzejem na odprawę do dowództwa do Polskiej Wytwórni Papierów Wartościowych została ciężko ranna po wybuchu pocisku „szafy". Została odesłana do punktu opatrunkowego, stamtąd trafiła do piwnic zbombardowanego już szpitala przy ul. Miodowej 23. Leżała w nim do 2 września, kiedy szpital został ponownie zbombardowany przez Niemców. Po wejściu żołnierzy niemieckich, dzięki wstawiennictwu dwóch niemieckich oficerów, którzy leżeli ranni w tym samym powstańczym szpitalu, nie rozstrzelano jej, została wywieziona ze Starego Miasta niemiecką sanitarką do Szpitala Wolskiego, a stamtąd przewieziona furmanką do Szczęśliwic, skąd trafiła do szpitala w Milanówku. Według innych źródeł 2 września 1944 roku wyszła z Warszawy wraz z ludnością cywilną.
Po wojnie studiowała medycynę, po studiach specjalizowała się w kardiochirurgii. Ukończyła studia w 1947 roku a dyplom uzyskała w 1949 roku. Była uczennicą prof. Leona Manteuffela-Szoege – twórcy polskiej szkoły chirurgii klatki piersiowej i serca. W 1966 roku uzyskała stopień doktora nauk medycznych. Pracowała w Szpitalu Powiatowym w Płońsku, a następnie w szpitalu przy ul. Płockiej 6 na warszawskiej Woli. Przez pewien okres pracowała też z, i była szefową, prof. Zbigniewa Religi. 
Zaangażowała się w pracę społecznego komitetu pod przewodnictwem Jadwigi Romockiej, matki Andrzeja i Jana Romockich, który zajmował się zachowaniem pamięci o poległych żołnierzach i dbaniem o miejsca ich pochówku. Odmówiła współpracy z funkcjonariuszami SB przy próbie jej werbunku zimą 1951 roku. Mając do wyboru podpisanie zobowiązania do współpracy w charakterze tajnego współpracownika lub „wywiezienie na skarpę nad Wisłę, z której się dobrze skacze do rzeki”, wybrała skok do Wisły. Po nieudanej próbie werbunku została zwolniona. W obawie przed zaszkodzeniem kolegom spaliła wszystkie spisane przez siebie i zebrane relacje z okresu okupacji i powstania. Była autorką biogramów lekarzy uczestniczących w powstaniu warszawskim w „Encyklopedii medyków Powstania Warszawskiego”.

## Odznaczenia
- Krzyż Oficerski Orderu Odrodzenia Polski[1] (luty 2021 roku) „za wybitne zasługi dla niepodległości Rzeczypospolitej Polskiej”[13]
- Krzyż Walecznych (9 września 1944 roku, nr leg. DK 1.2004)[1][6]
- Warszawski Krzyż Powstańczy (2 czerwca 1997 roku, nr leg. 4-97-31)[1][6]
- Medal „Pro Memoria”[2]
- Odznaka Batalionu „Zośka”
- Medal pamiątkowy z okazji 70. rocznicy Powstania Warszawskiego

## Życie prywatne
Była córką Wacława Szuriga i Marii z domu Sadkowskiej (1902–1994). Wyszła za mąż za Andrzeja Wernera, żołnierza Armii Krajowej w Górach Świętokrzyskich, z którym miała dwóch synów: Stanisława (męża Bożeny Werner) i Jana. Została pochowana 1 kwietnia 2022 roku w grobie rodzinnym na cmentarzu Powązkowskim w Warszawie.